# Nanteuil-lès-Meaux
Pour les articles homonymes, voir Nanteuil.
Nanteuil-lès-Meaux est une commune française située dans le département de Seine-et-Marne en région Île-de-France.

## Géographie

### Localisation

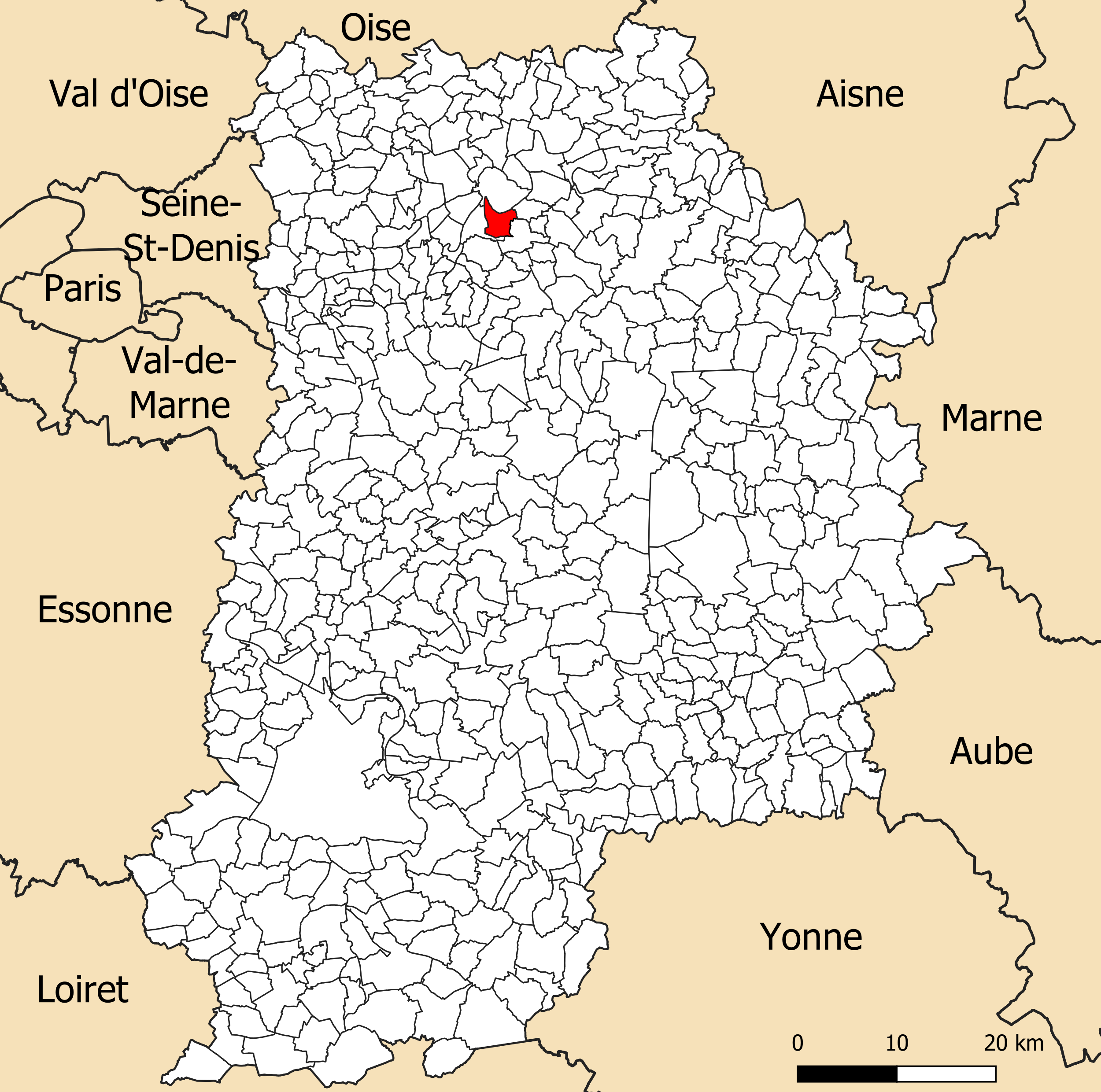
Position de Nanteuil-lès-Meauxdans le département

La ville est située à 4,5 km au sud de Meaux

### Communes limitrophes
|                   | Meaux              | Fublaines |
| Mareuil-lès-Meaux | Nanteuil-lès-Meaux |           |
|                   |                    | Boutigny  |

### Hydrographie

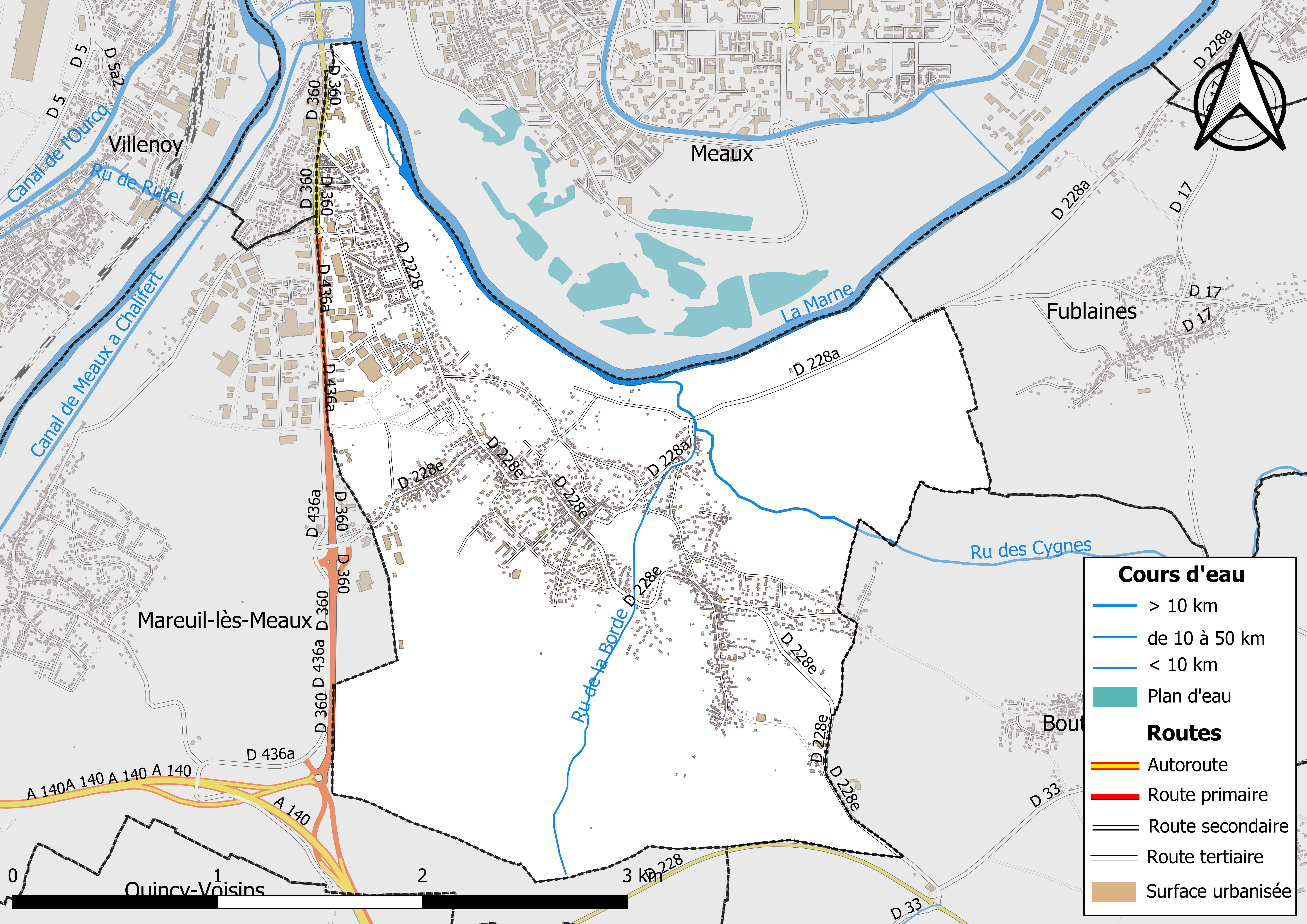
Carte des réseaux hydrographique et routier de Nanteuil-lès-Meaux.

Le réseau hydrographique de la commune se compose de cinq cours d'eau référencés :
- la rivière la Marne, longue de 514,25 km[2], principal affluent de la Seine, qui marque la limite nord de la commune, ainsi que :
  - un bras de 0,43 km[3] ;
  - le ru des Cygnes, long de 9,72 km[4], affluent de la Marne ; 
    - le ru de la Borde, long de 2,49 km[5], qui conflue dans le ru des Cygnes ;

  - le canal de Meaux à Chalifert , long de 12,60 km[6], qui conflue dans la Marne.

Par ailleurs, son territoire est également traversé par l’aqueduc de la Dhuis.
La longueur totale des cours d'eau sur la commune est de 8,86 km.

### Climat
Pour des articles plus généraux, voir Climat de l'Île-de-France et Climat de Seine-et-Marne.
En 2010, le climat de la commune est de type climat océanique dégradé des plaines du Centre et du Nord, selon une étude du CNRS s'appuyant sur une série de données couvrant la période 1971-2000. En 2020, Météo-France publie une typologie des climats de la France métropolitaine dans laquelle la commune est exposée à un climat océanique altéré et est dans la région climatique Nord-est du bassin Parisien, caractérisée par un ensoleillement médiocre, une pluviométrie moyenne régulièrement répartie au cours de l’année et un hiver froid (3 °C).
Pour la période 1971-2000, la température annuelle moyenne est de 11,3 °C, avec une amplitude thermique annuelle de 14,4 °C. Le cumul annuel moyen de précipitations est de 716 mm, avec 11,4 jours de précipitations en janvier et 8 jours en juillet. Pour la période 1991-2020, la température moyenne annuelle observée sur la station météorologique la plus proche, située sur la commune de Changis-sur-Marne à 9 km à vol d'oiseau, est de 11,9 °C et le cumul annuel moyen de précipitations est de 710,1 mm,. Pour l'avenir, les paramètres climatiques de la commune estimés pour 2050 selon différents scénarios d'émission de gaz à effet de serre sont consultables sur un site dédié publié par Météo-France en novembre 2022.

### Milieux naturels et biodiversité
Aucun espace naturel présentant un intérêt patrimonial n'est recensé sur la commune dans l'inventaire national du patrimoine naturel,,.

## Urbanisme

### Typologie
Au 1er janvier 2024, Nanteuil-lès-Meaux est catégorisée ceinture urbaine, selon la nouvelle grille communale de densité à sept niveaux définie par l'Insee en 2022.
Elle appartient à l'unité urbaine de Meaux, une agglomération intra-départementale regroupant sept  communes, dont elle est une commune de la banlieue,,. Par ailleurs la commune fait partie de l'aire d'attraction de Paris, dont elle est une commune de la couronne,. Cette aire regroupe 1 929 communes,.

### Lieux-dits et écarts
La commune compte 111 lieux-dits administratifs répertoriés consultables ici dont la Foulée, le Château, Vieux-Noix, Grand-Val, Petit-Val, les Déserts (source : le fichier Fantoir).

### Quartiers
La ville de Nanteuil-lès-Meaux se divise en trois quartiers d'ouest en est : Les Saints-Pères, le Centre et Chermont.
Le quartier des Saint-Pères regroupe le passé industriel de Nanteuil des XIXe et XXe siècles, ainsi on pouvait y voir il y a peu encore l'ancienne usine Plon et Nourrit, les Presses de la Cité. Le quartier du Centre, comme son nom l'indique au centre de la commune où l'on retrouve l'église, le temple ainsi que la mairie. Le quartier de Chermont ancien hameau a été rattaché à la commune.

### Occupation des sols
L'occupation des sols de la commune, telle qu'elle ressort de la base de données européenne d’occupation biophysique des sols Corine Land Cover (CLC), est marquée par l'importance des territoires artificialisés (43,7 % en 2018), en augmentation par rapport à 1990 (38,3 %). La répartition détaillée en 2018 est la suivante : 
zones urbanisées (39,2 %), forêts (27,5 %), terres arables (23,8 %), prairies (5 %), zones industrielles ou commerciales et réseaux de communication (4,5 %).
Parallèlement, L'Institut Paris Région, agence d'urbanisme de la région Île-de-France, a mis en place un inventaire numérique de l'occupation du sol de l'Île-de-France, dénommé le MOS (Mode d'occupation du sol), actualisé régulièrement depuis sa première édition en 1982. Réalisé à partir de photos aériennes, le Mos distingue les espaces naturels, agricoles et forestiers mais aussi les espaces urbains (habitat, infrastructures, équipements, activités économiques, etc.) selon une classification pouvant aller jusqu'à 81 postes, différente de celle de Corine Land Cover,,. L'Institut met également à disposition des outils permettant de visualiser par photo aérienne l'évolution de l'occupation des sols de la commune entre 1949 et 2018.

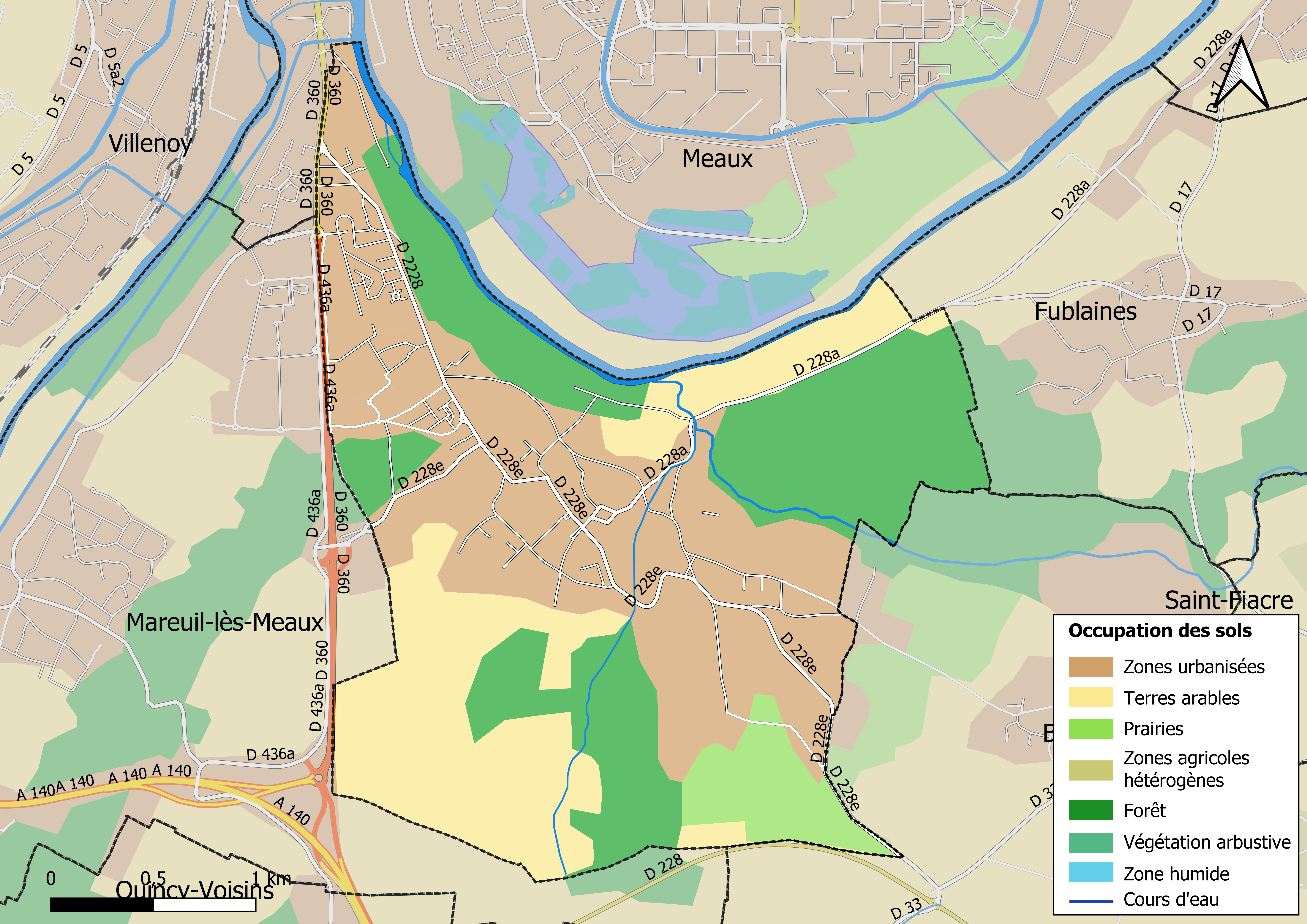
Carte des infrastructures et de l'occupation des sols en 2018 (CLC) de la commune.
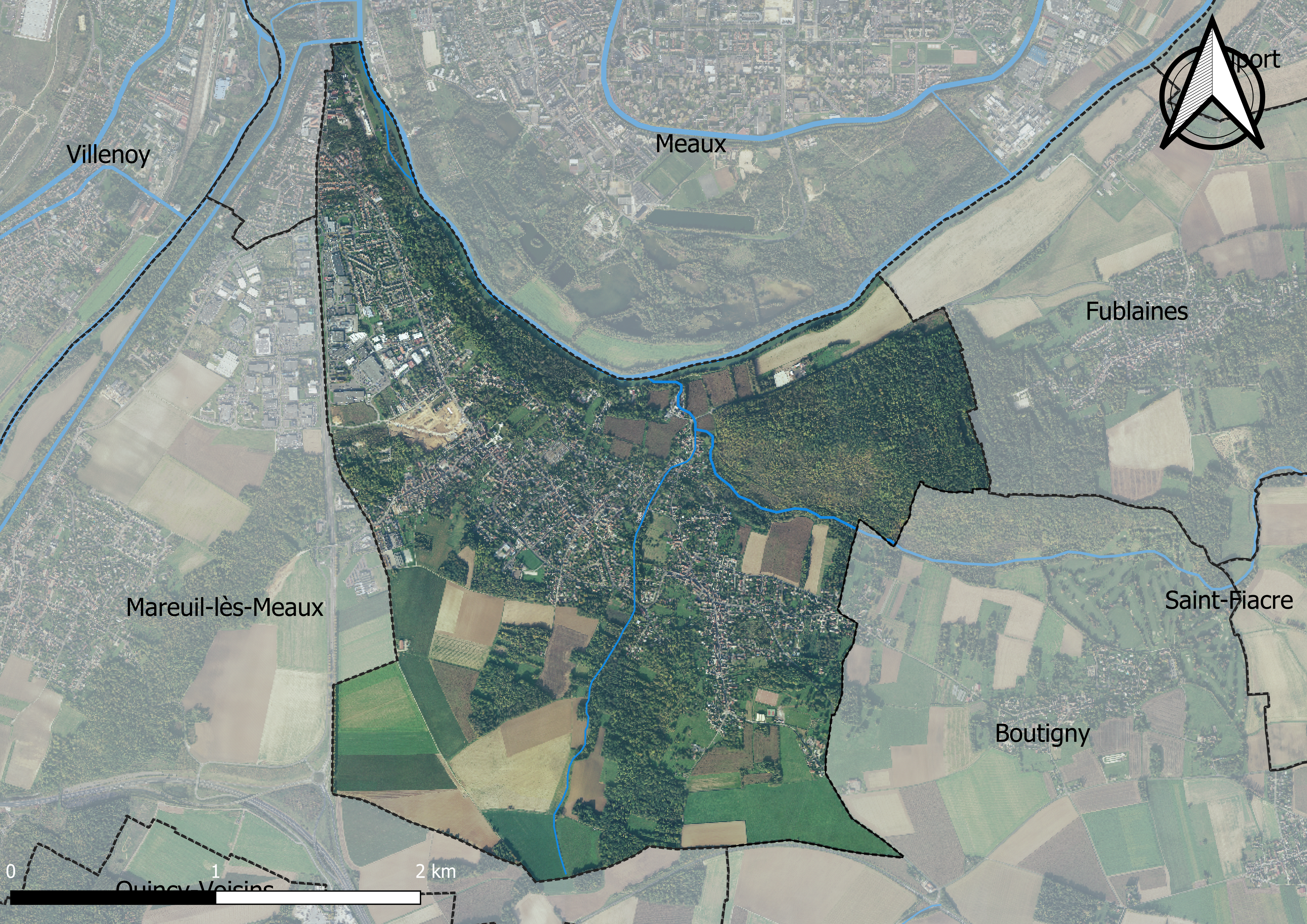
Carte orhophotogrammétrique de la commune.

### Planification
La commune disposait en 2019 d'un plan local d'urbanisme approuvé. Le zonage réglementaire et le règlement associé peuvent être consultés sur le Géoportail de l'urbanisme.

### Logement
En 2017, le nombre total de logements dans la commune était de 264 dont 96,6 % de (maisons de ville, corps de ferme, pavillons, etc.) et 3 % d'appartements.
Parmi ces logements, 89 % étaient des résidences principales, 2,3 % des résidences secondaires et 8,7 % des logements vacants.
La part des ménages fiscaux propriétaires de leur résidence principale s'élevait à 84,3 % contre 12,3 % de locataires et 3,4 % logés gratuitement.

### Voies de communication et transports
Le sentier de grande randonnée GR1 traverse le territoire de la commune et se prolonge à Meaux au nord et Mareuil-lès-Meaux au sud.

#### Transports
La commune est desservie par les lignes :
- F et 21 du réseau de bus Meaux et Ourcq ;
- 03B et 12 du réseau de bus Brie et 2 Morin.

## Toponymie
Au VIIe siècle, un texte désigne la localité sous le nom latinisé de Nantolialinsis.
La cité tire son nom du gaulois *nanto-ialon, de nanto-, "vallée" et ialon, "lieu défriché", "clairière" et par extension, "lieu construit, habité" (« Clair-Val »).
Lès, jadis lez, signifie « près de » (près de la ville de Meaux).

## Histoire
Les Romains y séjournèrent. Le chemin de Crécy, anciennement « chemin des Gens d'Armes », séparant Nanteuil de Mareuil rappelle la grande voie romaine ouverte par Agrippa, lieutenant d'Auguste, pour rapporter d'Angleterre l'étain, de Boulogne-sur-Mer à Rome. Sur la place du Grand Val, une grande pierre, un menhir probablement, voyait les anciens de la commune trancher les différends agraires. Elle était appelée la « pierre de science ». Nanteuil a aussi eu son château fort qui fut rasé en 1590. La rue du Château évoque cette présence et le blason de la ville rappelle ce domaine fortifié de Bois le Comte des seigneurs Duboux.
À la fin du XVIe siècle, Nanteuil-lès-Meaux devient la « capitale du protestantisme briard » à la suite de la dispersion du cénacle de Meaux. L'un des premiers temples réformés y est construit, dans le hameau de Chermont vers 1570.
Depuis l'occupation romaine, il y a 1 700 ans, la vigne avait envahi le pays. En 1838 on produisait 4 000 hl de vin. La vigne a été remplacée par des arbres fruitiers, des pommiers, des poiriers et des pruniers qui fournissaient des « gobes » pour la confection de la tarte en Prunes.
Le 10 juin 1827, le conseil municipal décide la création d’une mairie-école, qui est devenue la salle des mariages. Le village produit au XIXe siècle du fromage de Brie « à la loque » ou « au noir de Nanteuil ».
En 1900, le village compte une tuilerie, une fabrique de chaux, ciment et plâtre, ainsi qu’une fabrique de jersey propriété des Etablissements Gaston Verdier
Le 3 octobre 1944, un missile balistique V2 s'écrase sur Nanteuil-lès-Meaux.

## Politique et administration

### Rattachements administratifs et électoraux
La commune se trouve dans l'arrondissement de Meaux du département de Seine-et-Marne. Pour l'élection des députés, elle fait partie depuis 2012 de la sixième circonscription de Seine-et-Marne.
Elle faisait partie de 1793 à 1975 du canton de Meaux, année où elle intègre le canton de Meaux-Sud. Dans le cadre du redécoupage cantonal de 2014 en France, elle intègre un nouveau canton de Meaux.

### Intercommunalité
La commune est membre de la Communauté d'agglomération du pays de Meaux, créée en 2003.

### Tendances politiques et résultats
| Scrutin             | Scrutin             | 1er tour | 1er tour | 1er tour | 1er tour | 1er tour  | 1er tour | 1er tour | 1er tour | 1er tour | 1er tour | 1er tour | 1er tour | 2d tour | 2d tour | 2d tour | 2d tour | 2d tour | 2d tour |
| Scrutin             | Scrutin             | 1er      | 1er      | %        | 2e       | 2e        | %        | 3e       | 3e       | %        | 4e       | 4e       | %        | 1er     | 1er     | %       | 2e      | 2e      | %       |
| ------------------- | ------------------- | -------- | -------- | -------- | -------- | --------- | -------- | -------- | -------- | -------- | -------- | -------- | -------- | ------- | ------- | ------- | ------- | ------- | ------- |
| Présidentielle 2017 | Présidentielle 2017 |          | FN       | 24,13    |          | EM        | 22,30    |          | LFI      | 19,83    |          | LR       | 16,94    |         | EM      | 60,60   |         | FN      | 39,40   |
| Présidentielle 2022 | Présidentielle 2022 |          | LREM     | 26,36    |          | RN        | 24,30    |          | LFI      | 22,59    |          | REC      | 8,10     |         | LREM    | 55,17   |         | RN      | 44,83   |
| Législatives 2022   | 6e                  |          | RN       | 27,24    |          | LFI-Nupes | 25,40    |          | Agir-Ens | 22,01    |          | LR       | 11,92    |         | RN      | 51,52   |         | LFI     | 48,48   |
| Législatives 2024   | 6e                  |          | LR       | 39,84    |          | RN        | 35,92    |          | LFI-NFP  | 22,75    |          | LO       | 1,50     |         | RN      | 54,16   |         | LFI     | 45,84   |

### Liste des maires
| Période                                  | Période                    | Identité          | Étiquette | Qualité |
| ---------------------------------------- | -------------------------- | ----------------- | --------- | --- |
| Les données manquantes sont à compléter. |                            |                   |           | |
| 1889                                     | 1908                       | Daniel Martin     |           | |
| 1908                                     | 1919                       | Rémy Frère        |           | |
| 1919                                     | 1932                       | Désiré Masle      |           | |
| 1932                                     | 1945                       | Marcel Lefevre    |           | |
| 1945                                     | 1951                       | Auguste Clinquart |           | |
| 1951                                     | 1952                       | Léon Trouet       |           | |
| 1952                                     | mai 1953                   | Alfred Méresse    |           | |
| mai 1953                                 | mars 1971                  | Albert Gille      |           | |
| mars 1971                                | mars 1977                  | Camille Chatelain |           | |
| mars 1977                                | mars 1989                  | Charles Roynette  | PS        | Instituteur |
| mars 1989                                | juin 1995                  | André Korbendau   | PS        | |
| juin 1995                                | mars 2008                  | Bernard Roux      | DVD       | Retraité |
| mars 2008                                | En cours (au 8 avril 2021) | Régis Sarazin     | DVD       | Directeur associé dans une agence de communication Vice-président de la CA du Pays de Meaux (2008 → ) Réélu pour le mandat 2020-2026 |

### Jumelages
Nanteuil-Lès-Meaux est jumelée avec Fridingen an der Donau qui est une petite ville de plus de 3 000 habitants située dans le Jura souabe. Forêt noire et lac de Constance s’ajoutent à la richesse touristique du lieu. Depuis 22 ans, deux comités œuvrent pour que ce jumelage vive. Chaque année, une délégation de Nanteuil se rend à la Stadtfest de Fridingen pour tenir un stand de spécialités françaises (vins, Brie, moutarde de Meaux…) et une délégation allemande se rend à la fête de la tarte en Prunes.

## Équipements et services

### Eau et assainissement
L’organisation de la distribution de l’eau potable, de la collecte et du traitement des eaux usées et pluviales relève des communes. La loi NOTRe de 2015 a accru le rôle des EPCI à fiscalité propre en leur transférant cette compétence. Ce transfert devait en principe être effectif au 1er janvier 2020, mais la loi Ferrand-Fesneau du 3 août 2018 a introduit la possibilité d’un report de ce transfert au 1er janvier 2026,.

#### Assainissement des eaux usées
En 2020, la gestion du service d'assainissement collectif de la commune de Nanteuil-lès-Meaux est assurée par  le CA du Pays de Meaux (CAPM) pour la collecte, le transport et la dépollution,,.
L’assainissement non collectif (ANC) désigne les installations individuelles de traitement des eaux domestiques qui ne sont pas desservies par un réseau public de collecte des eaux usées et qui doivent en conséquence traiter elles-mêmes leurs eaux usées avant de les rejeter dans le milieu naturel. Le CA du Pays de Meaux (CAPM)La commune assure le service public d'assainissement non collectif (SPANC), qui a pour mission de vérifier la bonne exécution des travaux de réalisation et de réhabilitation, ainsi que le bon fonctionnement et l’entretien des installations,.

#### Eau potable
En 2020, l'alimentation en eau potable est assurée par la commune qui en a délégué la gestion à l'entreprise Veolia, dont le contrat expire le 19 février 2022,,.
Les nappes de Beauce et du Champigny sont classées en zone de répartition des eaux (ZRE), signifiant un déséquilibre entre les besoins en eau et la ressource disponible. Le changement climatique est susceptible d’aggraver ce déséquilibre. Ainsi afin de renforcer la garantie d’une distribution d’une eau de qualité en permanence sur le territoire du département, le troisième Plan départemental de l’eau signé, le 3 octobre 2017, contient un plan d’actions afin d’assurer avec priorisation la sécurisation de l’alimentation en eau potable des Seine-et-Marnais. À cette fin a été préparé et publié en décembre 2020 un schéma départemental d’alimentation en eau potable de secours dans lequel huit secteurs prioritaires sont définis. La commune fait partie du secteur Meaux.

## Population et société

### Démographie
Les habitants sont appelés les Nanteuillais.

L'évolution du nombre d'habitants est connue à travers les recensements de la population effectués dans la commune depuis 1793. Pour les communes de moins de 10 000 habitants, une enquête de recensement portant sur toute la population est réalisée tous les cinq ans, les populations de référence des années intermédiaires étant quant à elles estimées par interpolation ou extrapolation. Pour la commune, le premier recensement exhaustif entrant dans le cadre du nouveau dispositif a été réalisé en 2007.

En 2022, la commune comptait 7 054 habitants, en évolution de +17,25 % par rapport à 2016 (Seine-et-Marne : +3,92 %, France hors Mayotte : +2,11 %).
| 1793  | 1800  | 1806  | 1821  | 1831  | 1836  | 1841  | 1846  | 1851  |
| ----- | ----- | ----- | ----- | ----- | ----- | ----- | ----- | ----- |
| 1 369 | 1 388 | 1 484 | 1 459 | 1 426 | 1 344 | 1 339 | 1 339 | 1 329 |

| 1856  | 1861  | 1866  | 1872  | 1876  | 1881  | 1886  | 1891  | 1896  |
| ----- | ----- | ----- | ----- | ----- | ----- | ----- | ----- | ----- |
| 1 279 | 1 221 | 1 237 | 1 162 | 1 178 | 1 216 | 1 215 | 1 251 | 1 358 |

| 1901  | 1906  | 1911  | 1921  | 1926  | 1931  | 1936  | 1946  | 1954  |
| ----- | ----- | ----- | ----- | ----- | ----- | ----- | ----- | ----- |
| 1 511 | 1 581 | 1 636 | 1 593 | 1 726 | 1 874 | 1 909 | 1 846 | 2 115 |

| 1962  | 1968  | 1975  | 1982  | 1990  | 1999  | 2006  | 2007  | 2012  |
| ----- | ----- | ----- | ----- | ----- | ----- | ----- | ----- | ----- |
| 2 181 | 2 431 | 2 828 | 2 920 | 4 339 | 5 009 | 5 278 | 5 316 | 5 475 |

| 2017  | 2022  | - | - | - | - | - | - | - |
| ----- | ----- | - | - | - | - | - | - | - |
| 6 160 | 7 054 | - | - | - | - | - | - | - |

### Manifestations culturelles et festivités
Le cross des écoles est organisé avant les vacances de la Toussaint, cet événement regroupe tous les enfants de la moyenne section jusqu’au CM2 sur le stade Oblin. La corrida VTT, chaque dernier dimanche d’octobre, est l’union cycliste de la Brie donne le coup d’envoi de la traditionnelle course VTT.
En juin, lors des foulées nanteuillaises, deux courses de 5 et 10 km (course inscrite au challenge de Seine-et-Marne, groupe B) permettent à tous les participants de se faire plaisir sportivement. En 2010, les foulées ont eu lieu dimanche 20 juin.
Une vente de tartes au profit de la mucoviscidose, brocante, marché campagnard, nombreuses animations, démonstrations des associations, résultats du concours de la meilleure tarte 2010, restauration et buvette.

### Sports
Les sports varient entre football, judo, karaté, badminton, basket-ball, tennis, gymnastique, danse, Taekwondo et randonnée.

### Cultes
La commune de Nanteuil-lès-Meaux fut la première en France à accueillir un temple protestant.
il existe une église catholique du nom de Paroisse Catholique Saint Georges.

## Économie

### Revenus de la population et fiscalité
En 2017, le nombre de ménages fiscaux de la commune était de 234, représentant 606 personnes et la  médiane du revenu disponible par unité de consommation  de 26 030 euros.

### Emploi
En 2017 , le nombre total d’emplois dans la zone était de 1 550, occupant 2 923 actifs  résidants.
Le taux d'activité de la population (actifs ayant un emploi) âgée de 15 à 64 ans s'élevait à 71,7 % contre un taux de chômage de 7 %. 
Les 21,3 % d’inactifs se répartissent de la façon suivante : 10,1 % d’étudiants et stagiaires non rémunérés, 6 % de retraités ou préretraités et 5,2 % pour les autres inactifs.

### Entreprises et commerces
En 2018, le nombre d'établissements actifs était de 423 dont 25 dans l’industrie manufacturière, industries extractives et autres, 65 dans la construction, 136 dans le commerce de gros et de détail, transports, hébergement et restauration, 16 dans l’Information et communication, 14 dans les activités financières et d'assurance, 13 dans les activités immobilières, 79 dans les activités spécialisées, scientifiques et techniques et activités de services administratifs et de soutien, 50 dans l’administration publique, enseignement, santé humaine et action sociale et 25  étaient relatifs aux autres activités de services.
En 2019, 70 entreprises ont été créées sur le territoire de la commune, dont 57 individuelles.
Au 1er janvier 2020, la commune disposait de 118 chambres d’hôtels dans 2 établissements et ne possédait aucun terrain de  camping.
Nanteuil-lès-Meaux possède une zone commerciale. Dans le centre-ville, de nombreux petits commerces :  un fleuriste, deux coiffeurs, deux bars tabac, deux boulangers.
La ville accueille la société Maileva : cette société y reçoit, édite et traite pour le compte de La Poste l'ensemble des lettres Recommandées électroniques (LRE) pour la France métropolitaine.

#### Agriculture
Nanteuil-lès-Meaux est dans la petite région agricole dénommée les « Vallées de la Marne et du Morin », couvrant les vallées des deux rivières, en limite de la Brie. En 2010, l'orientation technico-économique de l'agriculture sur la commune est la culture de céréales et d'oléoprotéagineux (COP).
Si la productivité agricole de la Seine-et-Marne se situe dans le peloton de tête des départements français, le département enregistre un double phénomène de disparition des terres cultivables (près de 2 000 ha par an dans les années 1980, moins dans les années 2000) et de réduction d'environ 30 % du nombre d'agriculteurs dans les années 2010. Cette tendance se retrouve au niveau de la commune où le nombre d’exploitations est passé de 8 en 1988 à 2 en 2010. Parallèlement, la taille de ces exploitations augmente, passant de 33 ha en 1988 à 97 ha en 2010.
Le tableau ci-dessous présente les principales caractéristiques des exploitations agricoles de Nanteuil-lès-Meaux, observées sur une période de 22 ans : 
|                                      | 1988 | 2000 | 2010 |
| ------------------------------------ | ---- | ---- | ---- |
| Dimension économique,                |      |      |      |
| Nombre d’exploitations (u)           | 8    | 2    | 2    |
| Travail (UTA)                        | 7    | 3    | 3    |
| Surface agricole utilisée (ha)       | 266  | 182  | 193  |
| Cultures                             |      |      |      |
| Terres labourables (ha)              | 256  | s    | s    |
| Céréales (ha)                        | 194  | s    | s    |
| dont blé tendre (ha)                 | 114  | s    | s    |
| dont maïs-grain et maïs-semence (ha) | 69   | s    | s    |
| Tournesol (ha)                       | 0    |      |      |
| Colza et navette (ha)                | 12   | s    | s    |
| Élevage                              |      |      |      |
| Cheptel (UGBTA)                      | 94   | 2    | 2    |

## Culture locale et patrimoine

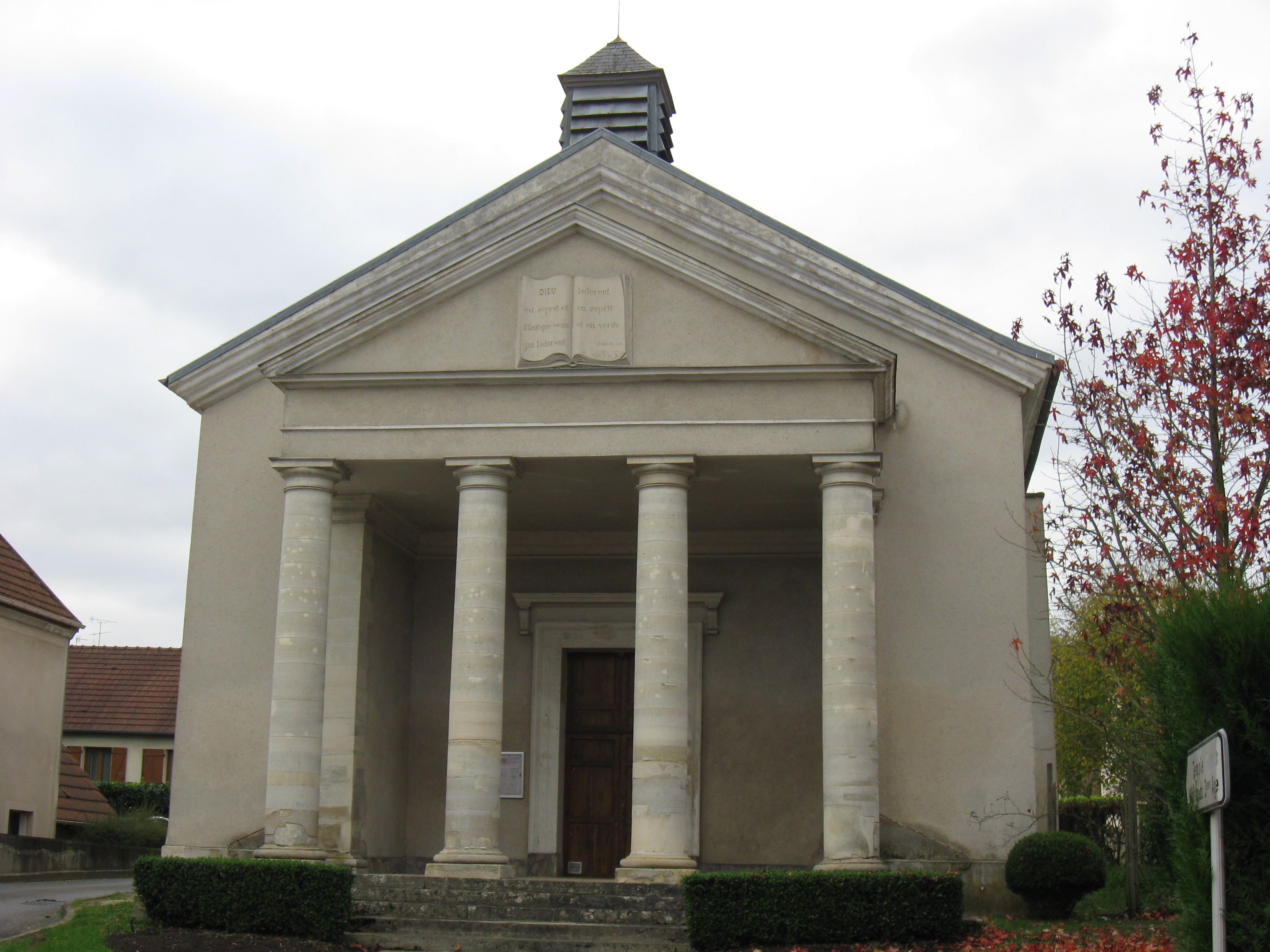
Temple protestant de Nanteuil-lès-Meaux

### Lieux et monuments
- Temple protestant de Nanteuil-lès-Meaux, construit en 1827. Celui-ci remplace un premier temple construit dans le hameau de Chermont vers 1570 et détruit après la révocation de l'édit de Nantes en 1685, l'un des premiers construits en France[30]. Appartenant à la commune, il est affecté à l'Église Protestante Unie de Nanteuil-lès-Meaux et Coulommiers.
- Église Saint-Georges, XVIIIe siècle.

### Personnalités liées à la commune
- François de Tessan (1883-1944), homme politique français mort en déportation.